# جعفر السعدی
جعفر السعدی (زادهٔ ۲۴ دسامبر ۱۹۲۱؛ درگذشت ۱۳ آوریل ۲۰۰۵، کاظمین، بغداد) کارگردان و هنرپیشه اهل عراق بود.

## حرفه
او فعالیت هنری خود را به عنوان بازیگر تئاتر در سال ۱۹۳۶ در تئاتر دبیرستان، در شهر کاظمیه آغاز کرد. وی به مؤسسه هنرهای زیبا در بغداد پیوست و در سال ۱۹۴۵ از آنجا فارغ‌التحصیل شد، پس از آن در سال ۱۹۴۷ یک گروه بازیگری تشکیل داد. اولین حضور او در فیلم در سال ۱۹۴۷، در سریال در سال ۱۹۸۰ و در تئاتر در سال ۱۹۴۸ اتفاق افتاده‌است.